# Hörbar
Hörbar (Originaltitel: Audible) ist ein US-amerikanischer Dokumentar-Kurzfilm von Matthew Ogens aus dem Jahr 2021. Der Film handelt von der American-Football-Mannschaft der Maryland School for the Deaf.

## Handlung
Zu Beginn des Films wird die 42-Siege-in-Folge-Serie der Maryland Orioles, der Football-Mannschaft der Maryland School for the Deaf, eingestellt. Das Team ist niedergeschlagen und hat noch einen langen Weg vor sich bis zum wichtigen Spiel am Homecoming-Wochenende. Neben den Vorbereitungen und den Besonderheiten bei einer Gehörlosen-Mannschaft, die gegen Teams ohne Behinderungen antritt, wird der Fokus auf einen Schüler gelegt. Der Trainer der Mannschaft, selbst gehörlos, erzählt, dass es schwierig ist, Teams zu finden, die gegen die Gehörlosen-Mannschaft spielen wollen: „Hörende Trainer verlieren nicht gerne gegen gehörlose Trainer.“
Amaree McKenstry-Hall ist Starspieler der Mannschaft, hat aber mit privaten Problemen zu kämpfen. Sein Vater hat die Familie verlassen, als Amaree zwei Jahre alt war. Damals drogensüchtig ist sein Vater nun wiedergeborener Christ und versucht seinem Sohn näher zu kommen. Amaree wird im Verlauf des Films zum Homecoming King gewählt. 
Teddy Webster, Klassenkamerad, ehemaliges Mannschaftsmitglied und bester Freund Amarees, hat vor kurzem Selbstmord begangen. Sein Tod belastet das Team. Teddy hatte vor seinem Tod eine Adoptivfamilie gefunden und wechselte an eine normale High School. Dort wurde er aufgrund seiner Gehörlosigkeit gemobbt und beging schließlich Selbstmord durch Erhängen.
Das Team beschloss ihm alle Spiele zu widmen und so ist es wichtig, das letzte Heimspiel am Wochenende zu gewinnen. Schließlich gelingt dies dem Team auch, und nach einer ausgelassenen Feier treffen sich die Freunde am Grab ihres verstorbenen Kameraden. 

## Hintergrund
Regisseur Matthew Ogens wuchs in Maryland auf. Einer seiner besten Freunde war taub und seine Tante unterrichtete amerikanische Gebärdensprache an der Schule. Auch weitere Mitglieder des Film-Teams hatten Verbindungen zur Schule. Unter den ausführenden Produzenten befindet sich der Schauspieler Peter Berg, Schöpfer der Fernsehserie Friday Night Lights, und das Model Nyle DiMarco, der als Gehörlosen-Aktivist bekannt ist.
Der Film selbst ist als Dokumentarfilm konzipiert, wurde jedoch wie ein Spielfilm beleuchtet und umgesetzt. Durch den Fokus auf Amaree entsteht zusätzlich ein Coming-of-Age-Drama.
Bei der musikalischen und tontechnischen Umsetzung wurde darauf geachtet, dem Thema gerecht zu werden. So wurde auch Musik verwendet, die Gehörlose über Schwingungen und Schallwellen anspricht. Auch wurde die Musik verwendet, die die Schüler mit Resthörvermögen im Film hören. Wichtig war es, dem Zuschauer ein Gefühl für Taubheit zu vermitteln. Die Musik schrieb Jackson Greenberg, Derek Vanderhorst und Eric Norris waren für die Tontechnik zuständig.
Der englische Originaltitel „Audible“ ist zweideutig. Er bezieht sich sowohl auf eine Football-Taktik als auch als Gegensatz zur Gehörlosigkeit (dt. „hörbar“).
Die Premiere des Films fand beim kanadischen Hot Docs Film Festival am 29. April 2021 statt. Es folgte eine Aufnahme ins Programm des AFI Docs Filmfestivals am 22. Juni 2021. Der Film entstand mit Unterstützung von Netflix und hatte seine weltweite Premiere am 1. Juli 2021 über die Plattform.

## Auszeichnungen
Der Film wurde zur Oscarverleihung 2022 für einen Oscar in der Kategorie Bester Dokumentar-Kurzfilm nominiert.